# مانويل غيرا (لاعب رماية)
مانويل غيرا هو لاعب رماية برتغالي، (ولد في فيسيو في البرتغال 1889  م).

## وصلات خارجية
- مانويل غيرا على موقع أوليمبيديا (الإنجليزية)